# A叔
Animenz、Maik Guo（1991年3月17日—）是一位中德動畫歌曲鋼琴家。史坦威藝術家。
主要為發布鋼琴影片。擅長高難度演奏技巧及管弦樂風格的鋼琴編曲。
截至2024年4月23日，YouTube頻道訂閱數超過219萬。

## 傳記
出生於德国南部梅青根。5歲開始學習鋼琴，主要為學習古典樂。且有參加比賽並獲獎。大學就讀位於北部的羅斯托克的羅斯托克音樂與戲劇學院（Hochschule fuer Musik und Theater Rostock）主修鋼琴。以Stephan Imorde 及Oleksiy Kushnir為師。2010年在Youtube上以Animenz的身分開始上傳影片。

## 活躍於YouTube
2010年1月15日開始在Youtube上發布鋼琴編曲演奏影片。當時是因為看到其他動畫鋼琴編曲的影片，並也開始想自己試著改編看看。
想讓不知道作品的人也能欣賞音樂，因此在讓不知道作品的人也能欣賞音樂，因此在影片資訊欄詳細解說了演奏及創作改編的背景。以「獨奏家交響樂團」為自己的改編風格代名詞，想像多種樂器的聲音並應用在鋼琴的88鍵上。

## 出版刊物
- Yamaha Music Media ：乐谱集《Animenz流行動漫歌曲1-流行動畫歌曲古典鋼琴編曲-》（2021年12月27日）

- Yamaha Music Media : 乐谱集《Animenz 流行動漫歌曲 2 -流行動畫歌曲古典鋼琴編曲 -》（2021 年12月27日）

## 公演

### 參與演出
| 年     | 日程  | 标题                       | 场地     | 评论                                          |
| ------ | ----- | -------------------------- | -------- | --------------------------------------------- |
| 2021年 | 11/28 | 北九州動畫歌曲鋼琴演奏2021 | 響ホール | 松井咲子、Miyaken、森下唯（又名Duke Pianito） |

已在亞洲及歐洲30多個主要城市舉辦了100多場音樂會。

## 小故事
- 主要使用的鋼琴為史坦威D。特別訂製了能夠使用最小限度的踏板精準控制聲音的「諧波阻尼器」並從德國空運到日本。
- 在日本最喜歡的地方是京都
- 最喜歡的日本料理是沾麵。

## 註腳
來源
蕭邦月刊2020年10月號
Steinway Artist “Das Beste. Oder Nichts. Daher Steinway.” Animenz
1. 1 2 3  . www.youtube.com.   [2020-09-16]. （原始内容存档于2024-04-23）.
2. ↑  .   [2020-09-16]. （原始内容存档于2024-04-23）.

## 外部連結
- YouTube上的Animenz Piano Sheets頻道 - YouTube頻道
- Animenz Piano Sheets的X（前Twitter）

- Animenz的Instagram帳戶